# Прудины (Смоленская область)
Прудины — деревня в Смоленском районе Смоленской области России. Входит в состав Дивасовского сельского поселения. Население — 4 жителя (2016 год).
Расположена в западной части области в 9 км к северо-западу от Смоленска, в 0,1 км севернее автодороги М1 «Беларусь», на берегу реки Поповка. В 7 км южнее деревни расположена железнодорожная станция Красный Бор на линии Москва — Минск. 

## История
В годы Великой Отечественной войны деревня была оккупирована гитлеровскими войсками в июле 1941 года, освобождена в сентябре 1943 года. 